# Vetro dorato

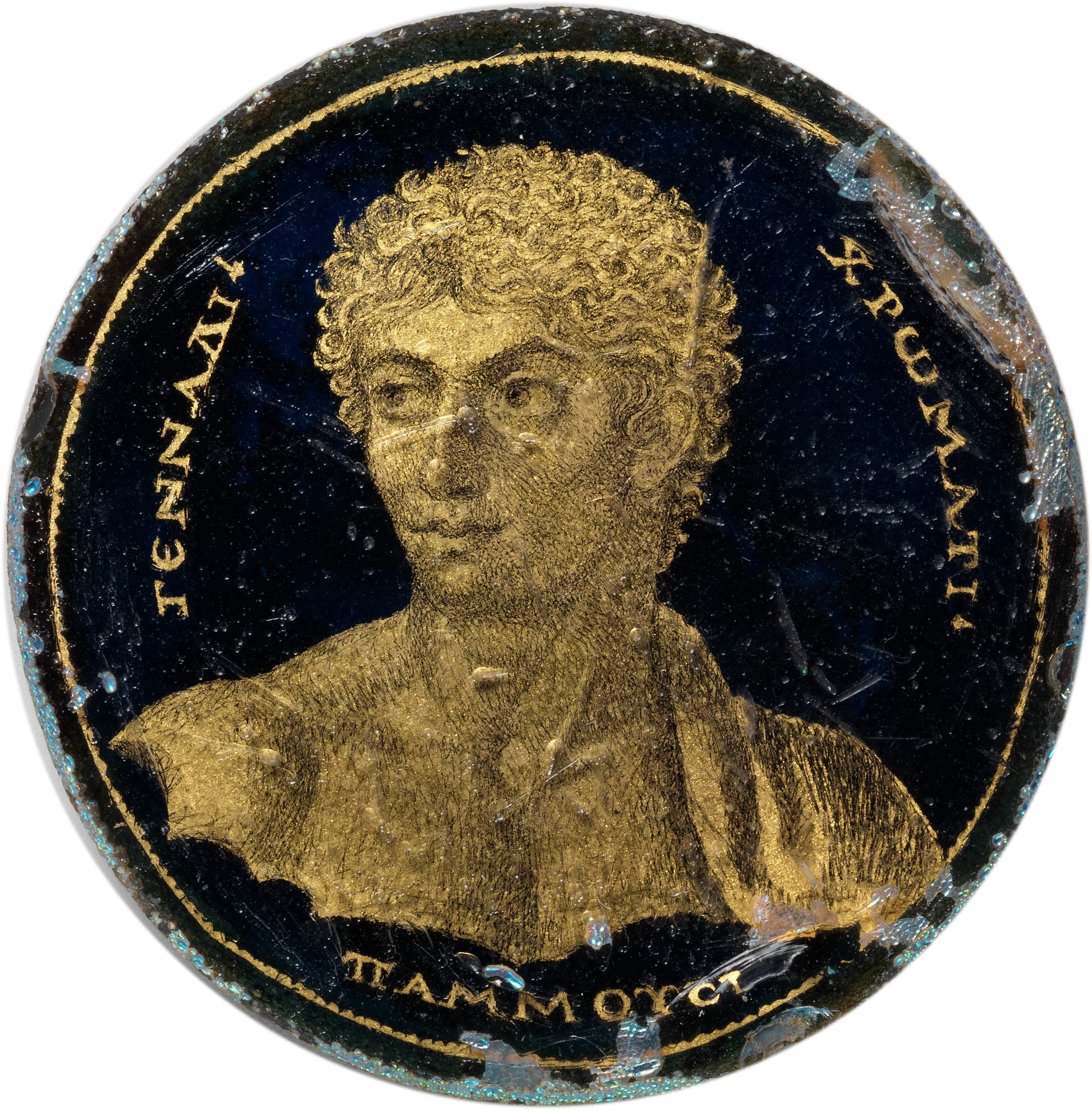
Medaglione in vetro dorato raffigurante un giovane di nome Gennadios, «espertissimo nelle arti musicali». Probabilmente da Alessandria, Egitto, 250–300, diametro 4,2 cm

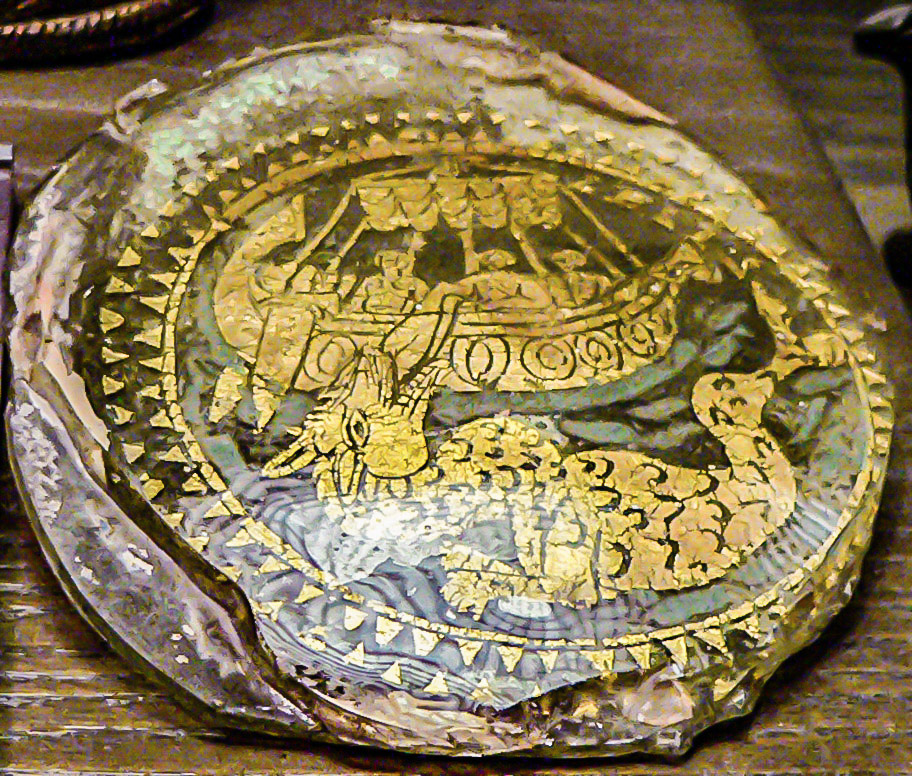
Un esemplare cristiano alquanto rozzamente scontornato, con Giona e la balena, 10,5 cm di diametro, IV secolo

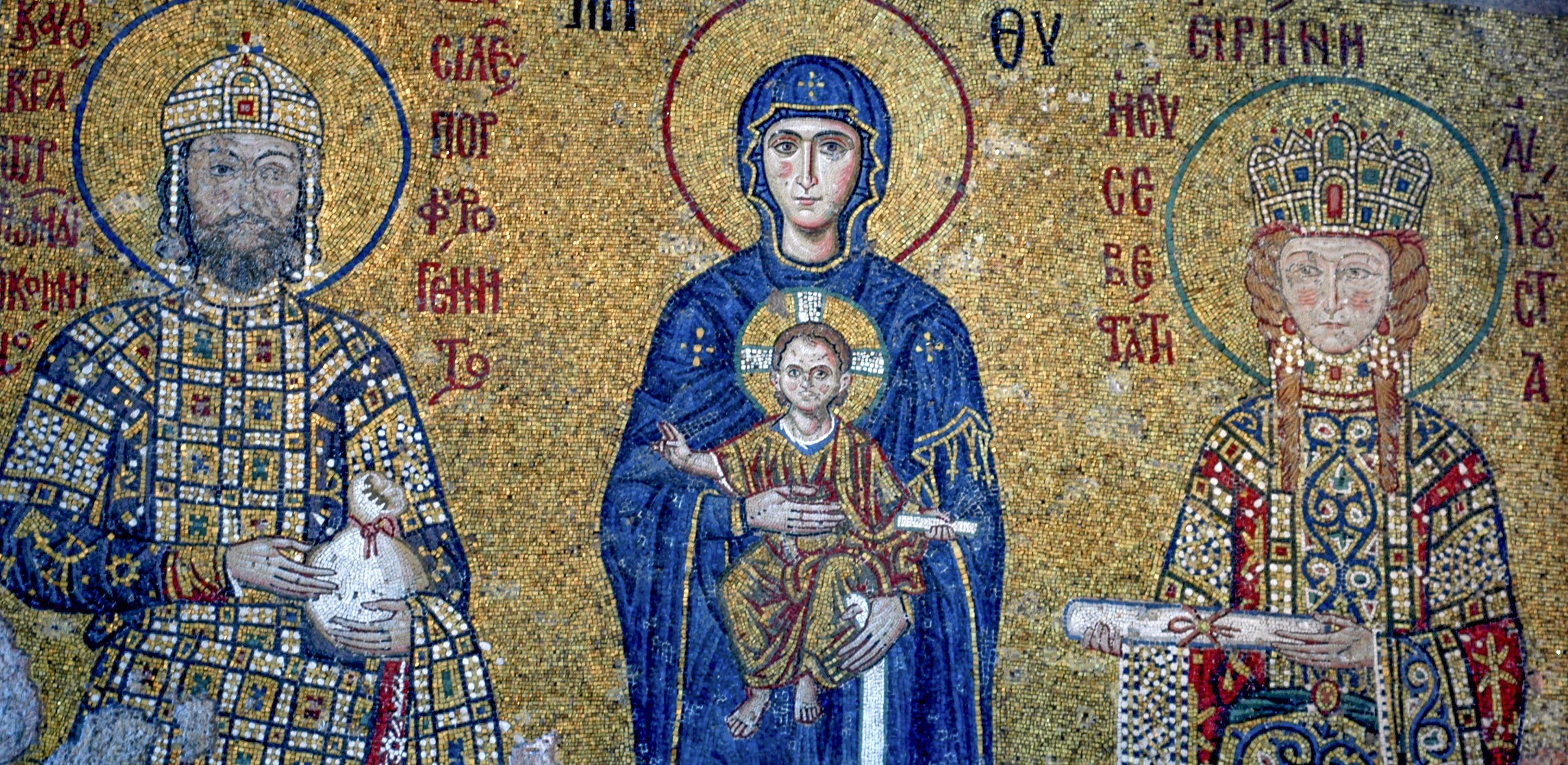
Il vetro dorato era utilizzato per le tessere musive color oro nella tarda Antichità e in epoca medioevale, come in questo esempio dalla Basilica di Santa Sofia a Istanbul (XII secolo).

Il vetro dorato, fondo d'oro o vetro d'oro, è un artefatto di lusso in vetro, in cui una decorazione in foglia d'oro è fusa tra due strati di vetro. Si ritrova per la prima volta nel periodo ellenistico, ma è peculiare della vetreria romana del tardo Impero, tra il III e il V secolo, quando i medaglioni decorati in oro di coppe e altri contenitori furono spesso rimossi dal vaso originale e inseriti nelle mura della catacombe di Roma come segni funerari distintivi delle piccole tombe là collocate. Circa 500 pezzi di vetri dorati utilizzati in questo modo sono stati recuperati. I contenitori completi sono molto più rari.
Molti vetri dorati mostrano immagini religiose, cristiane, della religione greco-romana tradizionale con le sue derivazioni, e giudaiche. Altri medaglioni riportano i ritratti dei loro possessori, e i più fini sono «tra i più vividi ritratti che si siano conservati dalla prima epoca cristiana. Ci fissano con un'intensità straordinariamente severa e melanconica». Dal I secolo questa tecnica fu anche utilizzata per ottenere il colore oro nei mosaici.
Diverse altre tecniche possono essere descritte talvolta come «vetro dorato». Lo zwischengoldglas è simile, ma si differenzia per il fatto che i due strati di vetro sono cementati, non fusi; proviene principalmente dalla Germania e dalla Boemia, e si diffuse nel XVIII e XIX secolo. Il verre églomisé consiste in una lastra di vetro che è dorata (o coperta con altre tipologie di foglia di metallo) sulla parte posteriore, e fu utilizzato nel XIX secolo; un procedimento fu diffuso da Jean-Baptise Glomy (1711–1786), da cui il nome. Il vetro cranberry o «gold ruby» è di colore rosso, ed è ottenuto aggiungendo ossido aurico.
Oltre ai medaglioni con immagini figurative, la tecnica dei due strati sovrapposti e fusi fu utilizzata anche per realizzare le tessere dorate per i mosaici, oltre che per le perline di vetro e altri oggetti simili. Le tessere in vetro dorato, in epoca medioevale, avevano un sottile strato di vetro sulla sommità, che era stato probabilmente colato sullo strato inferiore, sul quale era stata incollata in precedenza una foglia d'oro. Le tessere erano realizzate in blocchi e poi tagliate in cubetti, che sono relativamente larghi nel caso degli sfondi in oro. Gli sfondi in oro erano poi disposti su di un supporto rosso o giallo-ocra, che ne esaltava l'effetto visivo. La maggior parte delle tessere colorate erano realizzate localmente, nei pressi del luogo dove si doveva realizzare il mosaico, ma c'è qualche dubbio relativamente alle tessere dorate: nell'XI secolo, nel relativamente recente centro cristiano di Kiev, le tessere dorate utilizzate erano importate da Costantinopoli.

## Tecnica

Coppa in vetro dorato, III o IV secolo, probabilmente proveniente dalla Siria, con decorazioni a palmette e l'iscrizione augurale «ZHCEC» (Yale University Art Gallery)

La manifattura del vetro dorato era estremamente difficile e richiedeva grande abilità. Sebbene i dettagli possano differire da ricostruzione a ricostruzione, il principio di base era il seguente. Il vetro (incolore o colorato) era soffiato in una sfera, e da questo si ritagliava una porzione piatta di 7/12 cm di diametro. Una foglia d'oro era poi fissata sul vetro con della gomma arabica, e grattandola opportunamente era possibile ricavare la decorazione. Il contenitore in vetro a cui si doveva applicare la decorazione era manipolato in modo da avere una parte piatta di dimensioni simili al disco decorato, e veniva a questo sovrapposto, in modo che si fondessero insieme. Il contenitore era poi riscaldato un'ultima volta per completare la fusione.
Si ritiene che i contenitori più grandi di vetro ellenistico siano stati realizzati tramite un processo di stampaggio piuttosto che soffiati, in quanto l'intero contenitore è doppio e il contenitore interno e quello esterno devono combaciare. Alcuni dei medaglioni più pregiati sembrano essere stati realizzati in quanto tali, e alcuni contengono altri pigmenti oltre all'oro. Questi medaglioni dal bordo liscio sfruttano il vetro come supporto per ritratti in miniatura, compito in cui il vetro si è dimostrato molto adatto, superiore a tutte le altre alternative ad eccezione dei metalli prezioni e delle gemme intagliate. Probabilmente furono inizialmente realizzati per essere appesi in vista, oppure incastonati in elementi di gioielleria, quando di dimensioni ridotte come quello di Gennadio, ma furono utilizzati anche a scopo funebre, e usano spesso del vetro blu come base. Ci sono pochi esempi romani di contenitori, principalmente da Colonia, in cui diversi piccoli medaglioni in vetro dorato di 2-3 cm di diametro sono fusi all'interno delle pareti del contenitore.
Oltre ai medaglioni con immagini figurative, la tecnica dei due strati sovrapposti e fusi fu utilizzata anche per realizzare le tessere dorate per i mosaici, oltre che per le perline di vetro e altri oggetti simili. Le tessere in vetro dorato, in epoca medioevale, avevano un sottile strato di vetro sulla sommità, che era stato probabilmente colato sullo strato inferiore, sul quale era stata incollata in precedenza una foglia d'oro. Le tessere erano realizzate in blocchi e poi tagliate in cubetti, che sono relativamente larghi nel caso degli sfondi in oro. Gli sfondi in oro erano poi disposti su di un supporto rosso o giallo-ocra, che ne esaltava l'effetto visivo. La maggior parte delle tessere colorate erano realizzate localmente, nei pressi del luogo dove si doveva realizzare il mosaico, ma c'è qualche dubbio relativamente alle tessere dorate: nell'XI secolo, nel relativamente recente centro cristiano di Kiev, le tessere dorate utilizzate erano importate da Costantinopoli.

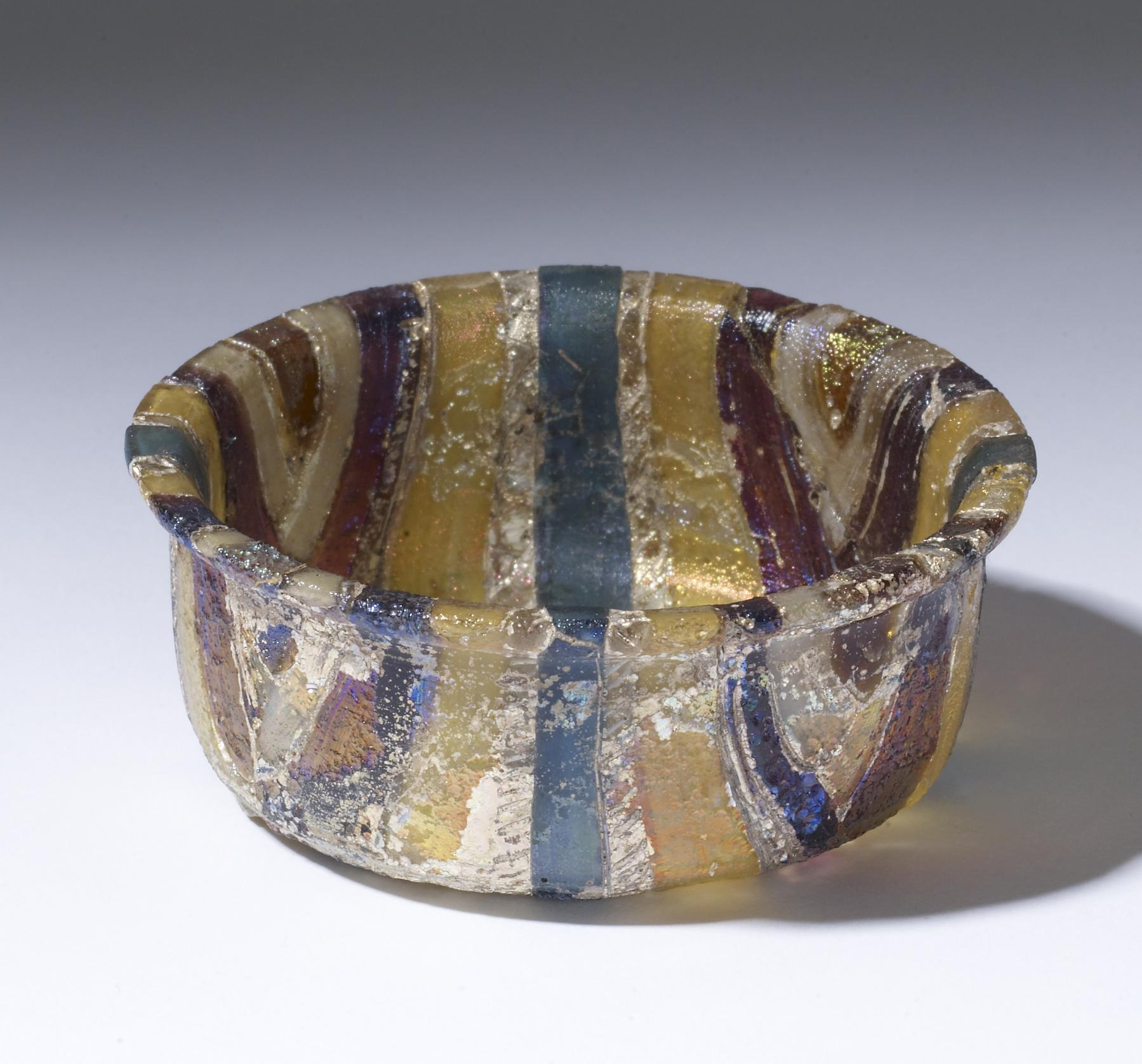
Coppa romana in vetro a banda dorata

Le perline di vetro dorato romane erano realizzate utilizzando un bastoncino interno a cui era applicata la foglia d'oro; un tubo più largo era fatto scorrere attorno al primo e le perline erano poi aggraffate. Di facile trasporto e molto attraenti, le perline di vetro dorato romane sono state ritrovate anche al di fuori dall'Impero, dalle rovine di Wari-Bateshwar in Bangladesh, a siti in Cina, Corea, Thailandia e Malesia.
Quella del vetro a banda dorata è una tecnica ellenistica e romana imparentata al vetro dorato: strisce di foglia d'oro sono disposte tra due strati di vetro trasparente, e sono usate come parte di un effetto di marmorizzazione nel vetro d'onice. Questa tecnica è per lo più applicata a piccoli unguentari.

## Segnacoli di tombe

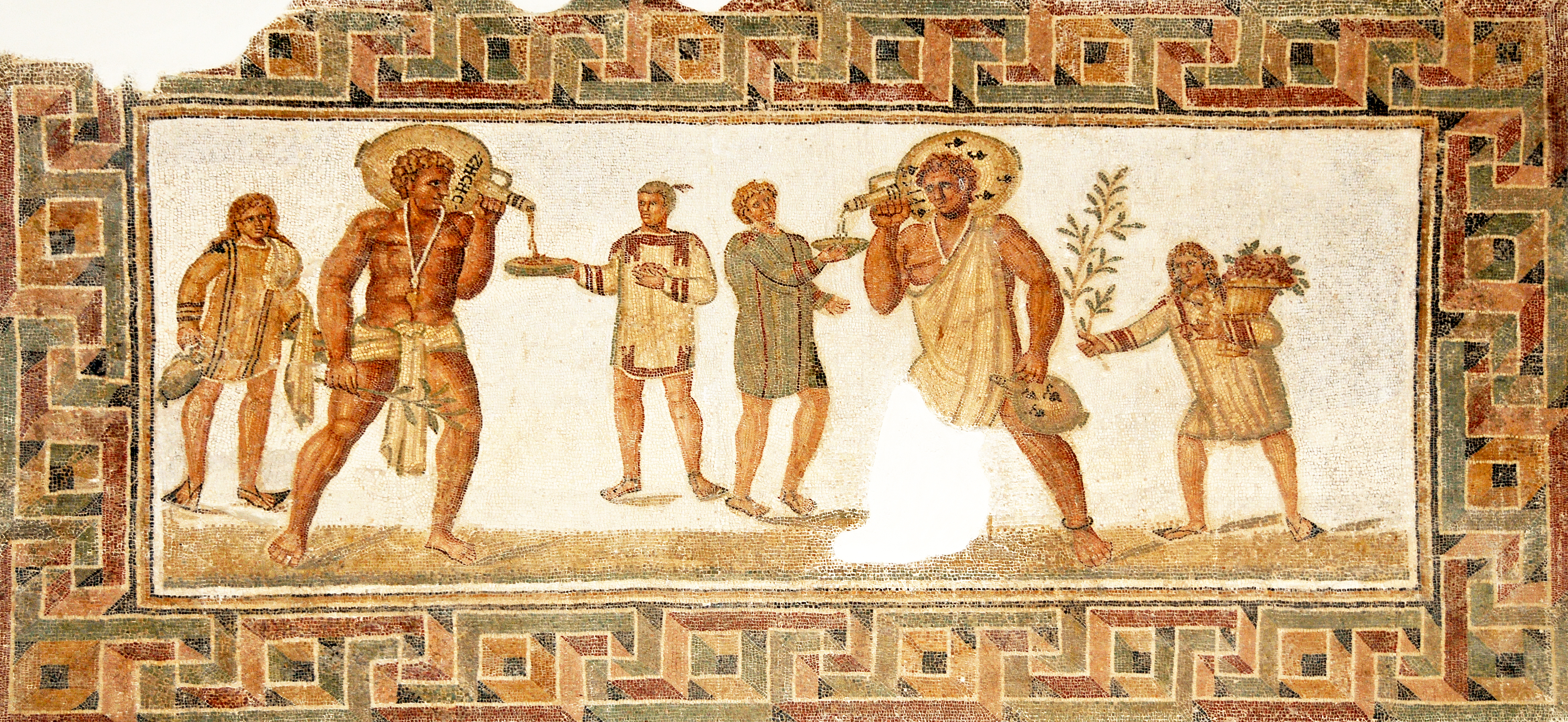
Scena di banchetto in un mosaico da Dougga, III secolo; due servitori versano vino da due anfore con l'iscrizione in lingua greca «bevi, che tu possa vivere» all'interno di coppe simili a quelle dalle quali si ritagliavano i medaglioni funebri

La tipologia di contenitore più frequente tra i reperti romani tardo-imperiali è la coppa per bere o la vaschetta, che si ritiene fossero originariamente doni di famiglia per matrimoni, anniversari, celebrazioni dell'anno nuovo, e altre festività religiose, forse anche doni per la nascita di un figlio o il battesimo cristiano. Si sono conservati circa 500 frammenti di contenitore in vetro dorato la cui decorazione fu ritagliata e utilizzata per segnalare i loculi nelle catacombe, ma il fatto che molti medaglioni rechino iscrizioni che invitano il possessore a bere ha fatto identificare i contenitori da cui questi frammenti provenivano originariamente come coppe o bicchieri. Solitamente le coppe per bere romane erano molto ampie e basse, sebbene alcuni esemplari fossero alti e con le pareti dritte o che si allargano verso l'altro. Un mosaico dalle rovine della città romana di Dougga mostra due schiavi che versano vino dalle anfore in coppe basse rette da schiavi che attendono a un banchetto. Le due anfore hanno le iscrizioni «ΠΙΕ» e «ΣΗϹΗϹ», ovvero l'invito in lingua greca «pie zeses», «bevi, che tu possa vivere», così frequente sul bicchieri romani, ed è stato suggerito che il mosaico mostri la forma completa di una coppa da cui si ritagliavano i medaglioni.

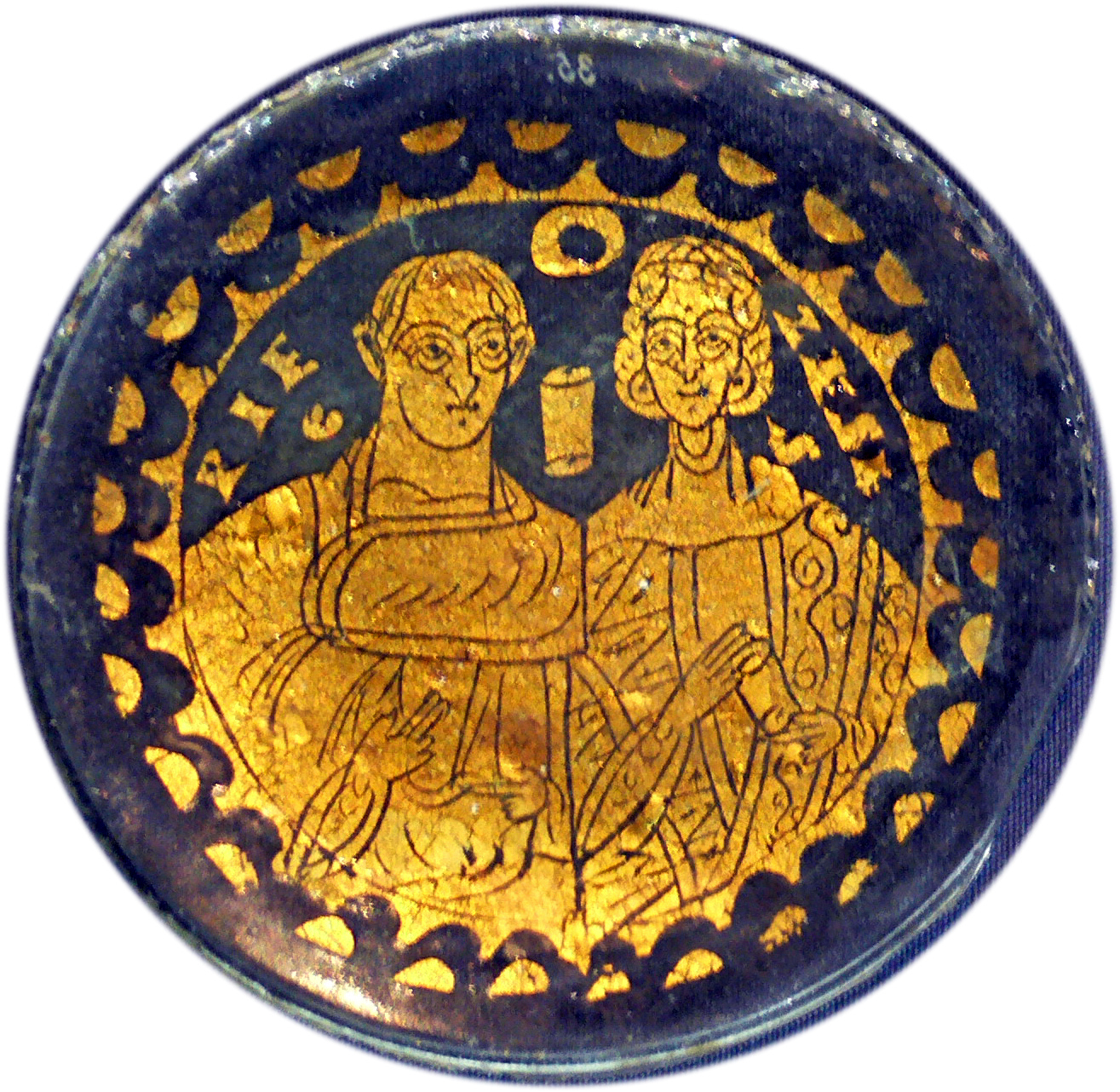
Marito e moglie con l'iscrizione greca «ΠΙΕ ΣΗϹΗϹ», «bevi, che tu possa vivere»; vetro dorato del IV secolo

In un periodo probabilmente successivo, forse dopo decenni di uso, alla morte del proprietario, il medaglione di vetro dorato era ritagliato dal resto del contenitore, per essere utilizzato nelle tombe come segnacolo per il loculo del proprietario. Verosimilmente se la coppa si era rotta durante l'uso, il suo spesso fondo decorato era conservato per questa funzione. I cadaveri erano sepolti nelle catacombe all'interno di loculi, scavati nella roccia morbida lungo gli stretti corridoi, disposti uno sopra l'altro, e un qualche simbolo distintivo era necessario affinché i visitatori potessero trovare la tomba di loro interesse. Forse fungevano anche da sigillo della tomba, in quanto erano premuti all'interno della malta o dello stucco che formava l'ultima superficie della parete del loculus; altri tipi di piccoli oggetti decorativi erano usati nello stesso modo. È anche possibile che fungessero come protezione contro il malocchio, specie nei periodi più recenti, quando si diffondono le figure dei santi. Il ritaglio grossolano dei bordi dei medaglioni può essere spiegato in questo modo: un esemplare al Metropolitan Museum of Art è ancora attaccato a un pezzo di malta tutto intorno al suo bordo, mostrando come la malta si sovrapponesse al bordi del medaglione.

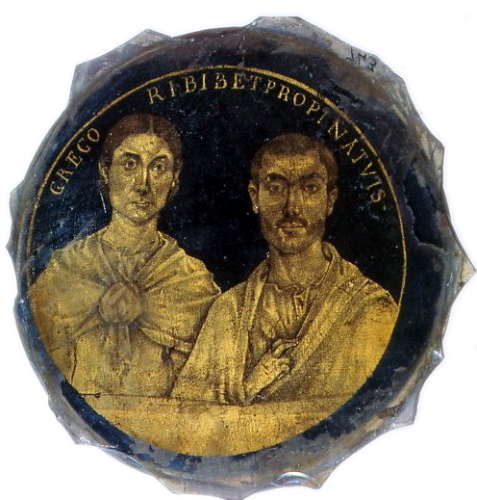
Ritratto su vetro dorato di una coppia, proveniente da contesto funerario; III secolo, Biblioteca Apostolica Vaticana, Museo Sacro

Molti esempi di vetro dorato recano incisi i ritratti di individui comuni, spesso coppie sposate, tra cui probabilmente il defunto, mentre altri vetri dorati rappresentano figure religiose, come santi, o simboli religiosi. Questa pratica era seguita da cristiani, ebrei (sono noti almeno 13 esempi chiaramente ebraici) e pagani. Le differenti tipologie di immagini, eccezion fatta per l'elevato numero di ritratti privati, sono tipiche dei dipinti che si trovano nelle catacombe e di altri esempi dell'arte paleocristiana e dei rispettivi equivalenti dell'arte ebraica. Lo sviluppo dell'arte cristiana nel IV e V secolo si riflette nei soggetti e nella loro raffigurazione sui vetri dorati, prima che le catacombe smettessero di essere utilizzate e terminino gli esemplari a disposizione.

## Periodo ellenistico
La tecnica fu utilizzata in epoca ellenistica, e gli esempi ellenistici sono di solito sia più tecnicamente ambiziosi di quelli romani, con vasi più grandi o con coppe decorate lungo l'intera fascia laterale in vetro dorato, sia eseguiti con maggiore capacità artistica.  Il British Museum ha una coppa quasi completa (restaurata) larga 19.3 cm e alta 11.4 cm, una di due provenienti da una tomba a Canosa di Puglia e datata tra il 270 e il 160 a.C.; la maggior parte dell'interno è decorata molto finemente con motivi di loto e acanto (le decorazioni vegetali sono più tipiche di questo periodo rispetto alle raffigurazioni di esseri umani). Ci sono pochi altri esemplari completi e altri frammenti. Questi pezzi sono solitamente attribuiti a botteghe di Alessandria d'Egitto, che è frequentemente considerata il centro d'origine del vetro di lusso ellenistico, ed è menzionata come fonte di vetri super-elaborati dal satirista del I secolo Marziale, oltre che da altre fonti. Uno di questi esemplari sembra raffigurare una scena nilotica, che però era un soggetto frequente. Altri frammenti sono stati trovati negli scavi di una fabbrica di vetro a Rodi Una descrizione datata agli anni 270 a.C. e conservatasi nell'opeda di Ateneo di Naucrati menziona due contenitori che sono definiti diachysa ("contenenti oro") e molto probabilmente realizzati con questa tecnica.

## Periodo romano

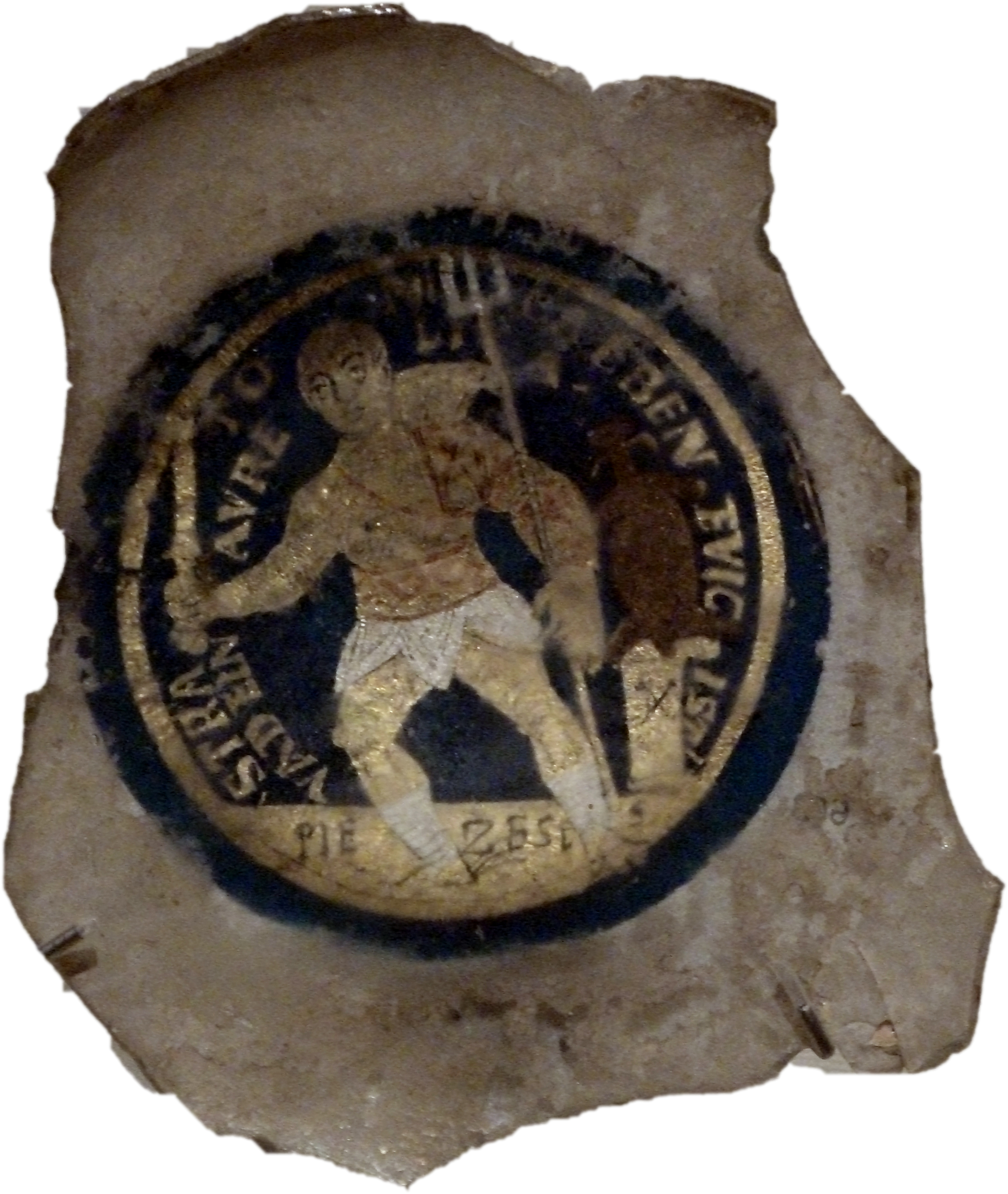
Vetro dorato raffigurante un gladiatore

Tessere di mosaico dorate furono utilizzato in ambito domestico a partire dal I secolo, apparentemente a Roma. Continuarono a essere usate per tutta l'epoca antica e medievale, fino ai giorni nostri. Intorno al 400, si iniziò a utilizzare l'oro come sfondo per i mosaici religiosi cristiani, consuetudine che continuò per tutta la durata dell'arte bizantina.
Gli esemplari tardoromani decorati sono solitamente ritenuti prodotti a Roma e nei dintorni, specialmente nel caso dei ritratti di coloro che vi vivevano, ma anche nei dintorni di Colonia e Augusta Treverorum, la moderna Treviri, che fu il centro di produzione di altri prodotti di vetro di lusso come le coppe diaretre. Anche Alessandria d'Egitto è considerato un centro di produzione di rilievo, e in base all'analisi linguistica delle iscrizioni è stato suggerito che la tecnica, se non addirittura gli stessi artisti e artigiani, si siano trasferiti da Alessandria a Roma e in Germania.  Un numero ridotto di ritagli di basi di contenitori è stato ritrovato in Italia settentrionale, in Ungheria e in Croazia.

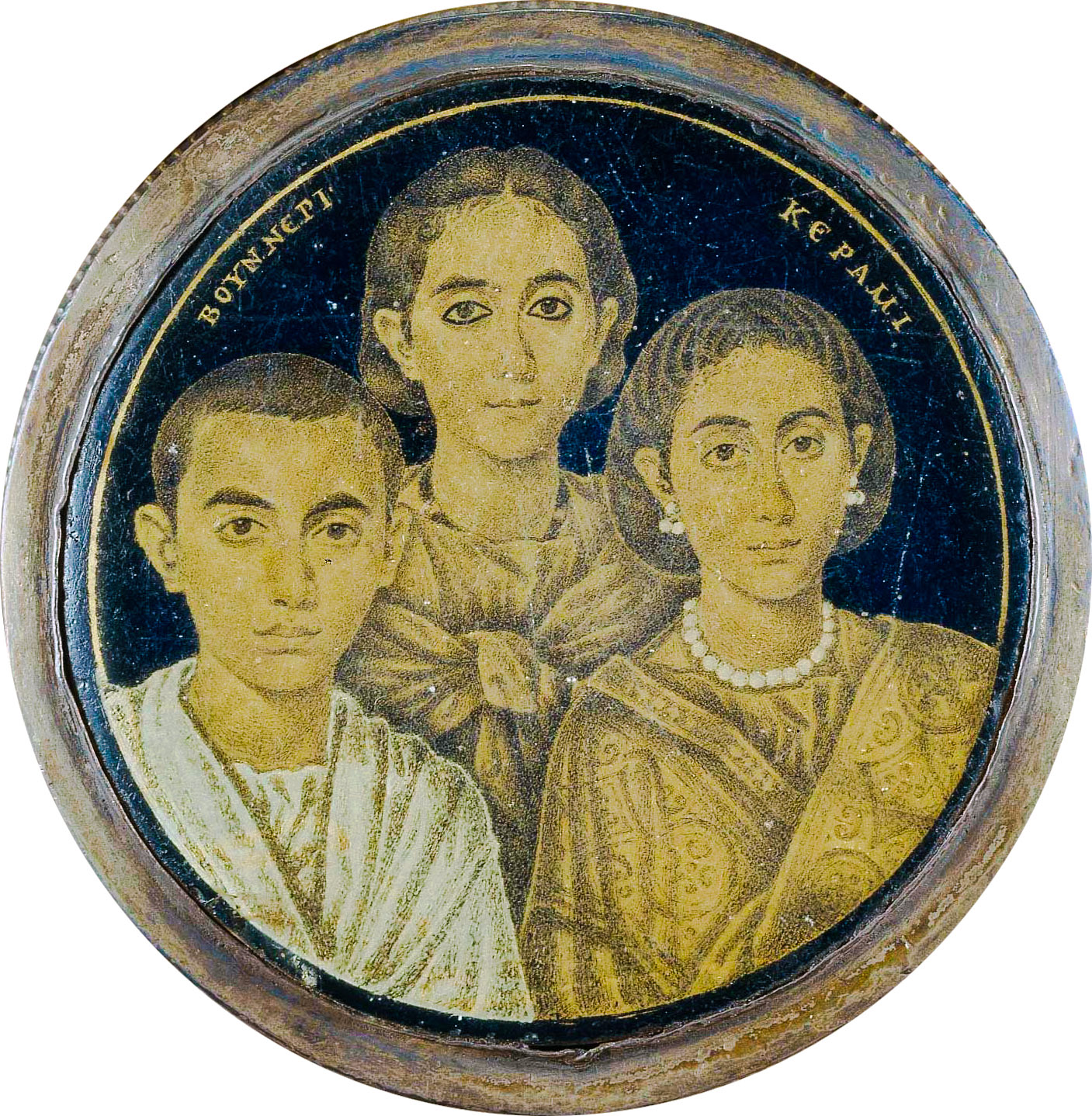
Dettaglio di un medaglione di vetro dorato con il ritratto di una famiglia, da Alessandria d'Egitto, III, incastonato nella Croce di Desiderio

Il medaglione di Gennadio è un esempio di ritratto alessandrino su vetro blu, che utilizza una tecnica piuttosto elaborata e uno stile più naturalistico della maggior parte degli esemplari romani, tra cui l'uso di dipingere sull'oro per creare delle ombreggiature, e con l'iscrizione che contiene delle caratteristiche del dialetto greco alessandrino; questo esemplare fu forse commissionato per celebrare la vittoria in una competizione musicale. Uno dei più famosi medaglioni-ritratto in stile alessandrino, con un'iscrizione in greco egiziano, fu montato durante l'alto medioevo sulla Croce di Desiderio a Brescia, in quanto erroneamente ritenuto raffigurare l'imperatrice e devota cristiana Galla Placidia e i suoi figli, mentre il nodo sulla veste della figura centrale suggerisce una devota di Iside. I ritratti del medaglione di Brescia condividono delle caratteristiche stilistiche con i ritratti del Fayyum dell'Egitto romano, oltre all'iscrizione in dialetto greco egiziano. Il medaglione di Brescia rientra in un gruppo di 14 pezzi che risalgono al III secolo, tutti ritratti individuali e secolari di alta qualità. Resta comunque in piedi l'ipotesi che il medaglione di Brescia medallion, verosimilmente una raffigurazione di una famiglia alessandrina, possa datarsi dall'inizio del III alla metà del V secolo, prima che giungesse in Italia per adornare una croce cristiana del VII secolo.  Si ritiene che i piccoli dettagli su pezzi simili possano essere stati realizzati solo tramite l'uso di lenti.
I medaglioni di tipologia «alessandrina» sono caratterizzati da una semplice linea sottile dorata che contorna il soggetto, mentre gli esempi romani hanno una varietà di cornici più spesse, e spesso utilizzano due bordi tondi, talvolta utilizzati per suddividere gli esemplari tra differenti officine. Il livello del ritratto è rudimentale, con capigliature, vestiti e dettagli che seguono uno stile stereotipato.

Il «piatto Alessandro con scena di caccia» al Cleveland Museum of Art

Il «piatto Alessandro con scena di caccia» al Cleveland Museum of Art è, se autentico, un esempio molto raro di contenitore completo decorato in vetro dorato, e proviene dall'alta società romana. Si tratta di un piatto o di un vassoio poco profondo, 257 mm di diametro e 45 mm alto, decorato da un medaglione piatto e circolare disposto al centro, grande quanto i due terzi circa dell'intero diametro. Raffigura un cacciatore a cavallo armato di lancia, che insegue due cervi, mentre sotto il suo cavallo un cacciatore a piedi con un segugio al guinzaglio affronta un cinghiale: l'iscrizione latina «ALEXANDER HOMO FELIX PIE ZESES CVM TVIS» significa «Alessandro, uomo fortunato, bevi, che tu possa vivere con i tuoi (cari)». L'identità di questo Alessandro è stata oggetto di discussione, ma in genere si ritiene che fosse un altrimenti ignoto aristocratico, piuttosto che una figura storica come Alessandro Magno o l'imperatore romano Alessandro Severo (che regnò tra il 232 e il 235): il piatto sarebbe stato prodotto poco dopo il suo regno e almeno durante il suo regno difficilmente sarebbe stato chiamato semplicemente «uomo». La formula greca per il brindisi augurale, ZHCAIC (traslitterato foneticamente come «ZESES»), significa «vivi!», «che tu possa vivere!», ed è frequentemente utilizzata nelle iscrizioni dei vetri dorati, e talvolta è l'unico elemento dell'iscrizione; è più frequente dell'equivalente termine latino, VIVAS, forse perché era considerato più raffinato. Due vetri dorati che includono la figura di Gesù hanno «ZESUS» invece di «ZESES», una sorta di gioco di parole tra il brindisi augurale e il nome della divinità cristiana.
Questi auguri laici sono tipici, e sui medaglioni provenienti da coppe invitano frequentemente il proprietario a bere, anche quando l'iconogragia è religiosa. Un esempio ebraico ha la consueta collezione di simboli e l'iscrizione «bevi, che tu possa vivere, Elares». L'episodio evangelico delle nozze di Cana è un tema cristiano molto popolare, con un esemplare che reca l'iscrizione «Degno dei tuoi amici, possa tu vivere nella pace di Dio, bevi». Un'altra frase popolare è «DIGNITAS AMICORVM», «[tu sei] l'onore dei tuoi amici». La maggior parte delle iscrizioni sono composte da nomi o da espressioni augurali convenzionali come le precedenti, o dalle due tipologie combinate; un esemplare che reca l'iscrizione «DIGNITAS AMICORVM PIE ZESES VIVAS» rappresenta bene la tendenza a combinare insieme frasi comuni. Le dediche conviviali trovate su tanti esemplari hanno paralleli in diverse delle ben più lussuose coppe diatrete.